# NGC 7180
NGC 7180 este o galaxie lenticulară situată în constelația Vărsătorul. A fost descoperită în 11 septembrie 1787 de către William Herschel. Se află la o distanță de 17,62 megaparseci de Pământ.